# Bürgermeisterei Lahr
Die Bürgermeisterei Lahr war eine von ursprünglich 42 preußischen Bürgermeistereien, in die sich der 1816 neu gebildete Kreis Bitburg im Regierungsbezirk Trier verwaltungsmäßig gliederte. Von 1822 an gehörte der Regierungsbezirk Trier, damit auch die Bürgermeisterei Lahr, zu der in dem Jahr neu gebildeten Rheinprovinz. Der Verwaltung der Bürgermeisterei unterstanden sechs Gemeinden. Der Verwaltungssitz war in der heutigen Ortsgemeinde Lahr im Eifelkreis Bitburg-Prüm in Rheinland-Pfalz.

## Gemeinden und zugehörige Ortschaften
Zur Bürgermeisterei Lahr gehörten folgende Gemeinden (Stand 1846):
- Bierendorf (47 Einwohner, heute Ortsteil von Lahr)
- Lahr (253)
- Muxerath (auch Mutzerath; 62) mit dem Friesbornerhof (12) und dem Steinshof (5)
- Nasingen (70)
- Niedergeckler (81)
- Obergeckler (186)

Insgesamt lebten im Bürgermeistereibezirk 716 Menschen in 94 Wohnhäusern. Alle Einwohner waren katholisch. Es gab eine Kirche, eine Kapelle und eine Schule (Stand 1846).

## Geschichte
Alle Ortschaften im Verwaltungsbezirk der Bürgermeisterei gehörten vor 1794 zum Herzogtum Luxemburg (Quartier Vianden), Muxerath zur Grafschaft Vianden, die übrigen Orte zur Herrschaft Neuerburg. Lahr war Hauptort einer Meierei, zu deren Verwaltungsgebiet drei Ortschaften zählten. Im Jahr 1794 hatten französische Revolutionstruppen die Österreichischen Niederlande, zu denen das Herzogtum Luxemburg gehörte, besetzt und im Oktober 1795 annektiert. Unter der französischen Verwaltung gehörte das Gebiet zum Kanton Neuerburg, der verwaltungsmäßig zum Arrondissement Bitburg im Departement Wälder gehörte.
Aufgrund der Beschlüsse auf dem Wiener Kongress wurde 1815 das vormals luxemburgische Gebiet östlich der Sauer und der Our dem Königreich Preußen zugeordnet. Unter der preußischen Verwaltung wurden im Jahr 1816 Regierungsbezirke und Kreise neu gebildet, linksrheinisch wurden in der Regel die Verwaltungsbezirke der französischen Mairies vorerst beibehalten. Die Bürgermeisterei Lahr entsprach insoweit der vorherigen Mairie Lahr. Die Bürgermeisterei Lahr bestand bis 1860 und ging in der Bürgermeisterei Neuerburg-Land auf.
Alle Ortschaften gehören heute verwaltungsmäßig zur Verbandsgemeinde Südeifel im Eifelkreis Bitburg-Prüm in Rheinland-Pfalz.